# Тенстрайк (Міннесота)
Тенстрайк (англ. Tenstrike) — місто (англ. city) в США, в окрузі Белтремі штату Міннесота. Населення — 186 осіб (2020).

## Географія
Тенстрайк розташований за координатами 47°39′34″ пн. ш. 94°41′2″ зх. д. / 47.65944° пн. ш. 94.68389° зх. д. (47.659483, -94.683965).  За даними Бюро перепису населення США в 2010 році місто мало площу 11,57 км², з яких 8,44 км² — суходіл та 3,13 км² — водойми.

## Демографія
Згідно з переписом 2010 року, у місті мешкала 201 особа в 82 домогосподарствах у складі 59 родин. Густота населення становила 17 осіб/км².  Було 121 помешкання (10/км²).
Расовий склад населення:
| - 95,0 % — білих - 3,5 % — корінних американців |

До двох чи більше рас належало 1,5 %. Частка іспаномовних становила 0,0 % від усіх жителів.
За віковим діапазоном населення розподілялося таким чином: 23,9 % — особи молодші 18 років, 60,2 % — особи у віці 18—64 років, 15,9 % — особи у віці 65 років та старші. Медіана віку мешканця становила 42,5 року. На 100 осіб жіночої статі у місті припадало 123,3 чоловіків;  на 100 жінок у віці від 18 років та старших — 125,0 чоловіків також старших 18 років.
Середній дохід на одне домашнє господарство  становив 59 067 доларів США (медіана — 51 250), а середній дохід на одну сім'ю — 70 609 доларів (медіана — 62 500). Медіана доходів становила 35 833 долари для чоловіків та 33 000 доларів для жінок. За межею бідності перебувало 7,5 % осіб, у тому числі 0,0 % дітей у віці до 18 років та 20,0 % осіб у віці 65 років та старших.
Цивільне працевлаштоване населення становило 81 осіб. Основні галузі зайнятості: освіта, охорона здоров'я та соціальна допомога — 30,9 %, транспорт — 16,0 %, роздрібна торгівля — 9,9 %, будівництво — 8,6 %.